# 亞馬薩
18°46′N 70°1′W / 18.767°N 70.017°W
亞馬薩（西班牙語：Yamasá），是多明尼加共和國的城鎮，位於該國東部，由銀山省負責管轄，面積441.61平方公里，海拔高度82米，2012年人口57,982，人口密度每平方公里130人。